# Viaszos pajzstetvek

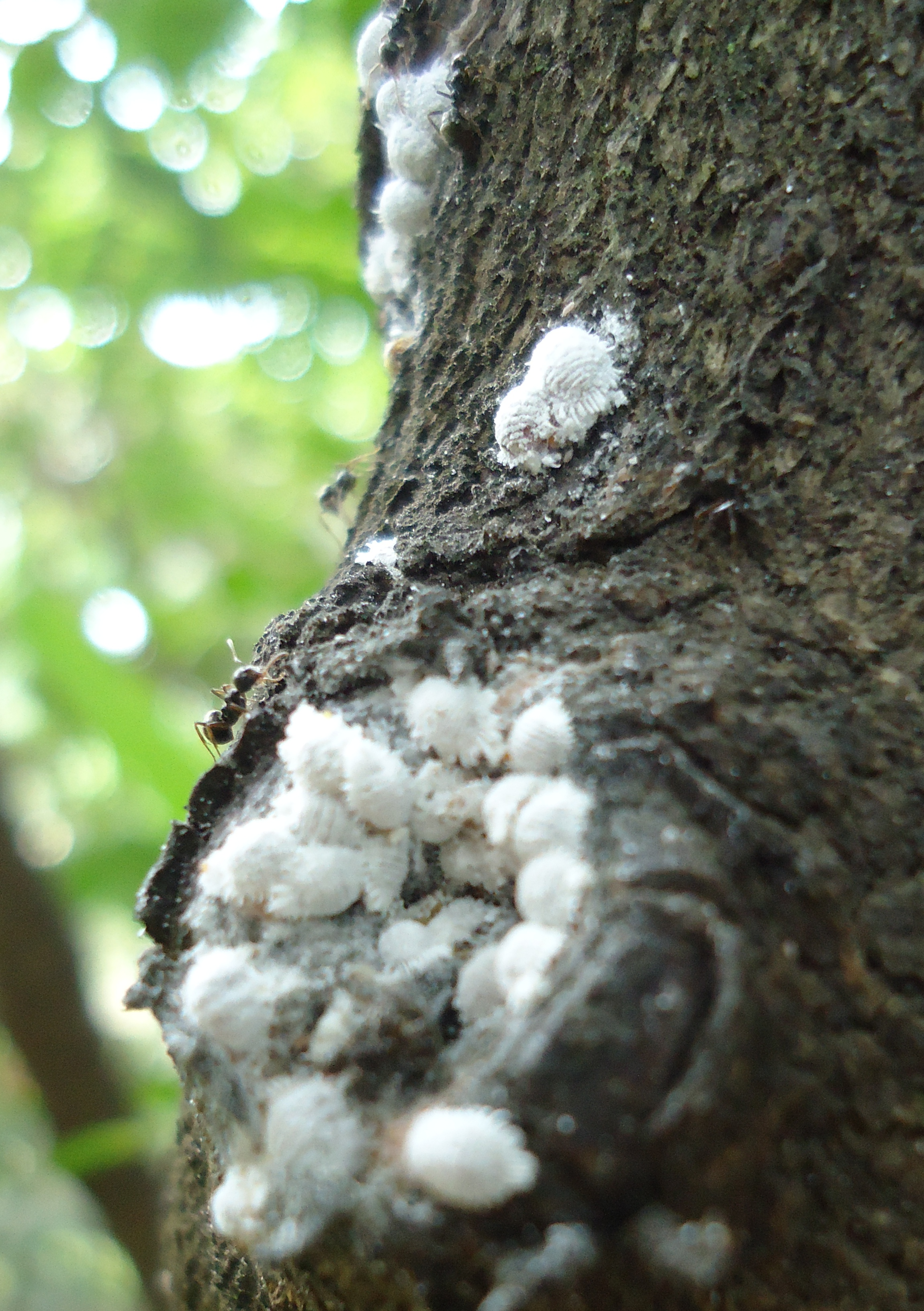
Kormos rabszolgahangyák (Formica fusca) viaszos pajzstetveket őriznek

A viaszos pajzstetvek (Pseudococcoidae) a rovarok (Insecta) osztályába sorolt a félfedelesszárnyúak (Hemiptera) rendjében a növénytetvek (Sternorrhyncha) alrendjének egyik recens családja.

## Megjelenésük, felépítésük
A nőstények testét lágy, fehér viaszszemölcsök vagy sűrű szálakból álló fehér viaszváladék borítja, ami tulajdonképpen a pajzsot helyettesíti. Egyesével vagy csoportosan telepszenek meg, főként a szártagok elágazásainál és a szemölcsök tövénél. Kedvezőtlen környezeti feltételek esetén (+ 2 °C alatti hőmérsékleten) a lárvák lehúzódnak a talajba, és a gyökereken, főleg azok elágazásaiban telepszenek meg.

## Életmódjuk, élőhelyük
A 20 millió éve, az alsó miocénben már bizonyosan  trofobionta kapcsolatban éltek egyes hangyákkal. Az ekkor keletkezett dominikai borostyánkőben talált Acropyga ivaros nőstény hangyák az †Electromyrmococcus nembe sorolt viaszos pajzstetveket  tartanak a rágóik között. E hangyák ma élő rokonai is így szállítják nászrepüléskor a levéltetveket, hogy azokkal alapozzák meg leendő kolóniájuk mézharmatellátását.

## Rendszertani felosztásuk
A családba az alábbi nemek tartoznak:
- Antonina Signoret, 1875
- Brevennia
- Chaetococcus Maskell, 1898
- Chlorizococcus
- Chlorococcus
- Clavicoccus Ferris, 1948
- Dysmicoccus
- Ferrisia Fullaway, 1923
- Gallulacoccus
- Geococcus Green, 1902
- Laminicoccus
- Maconellicoccus
- Nesococcus Ehrhorn, 1916
- Nesopedronia
- Nipaecoccus
- Ohiacoccus
- Palmicultor
- Phyllococcus
- Planococcus
- Pseudococcus Westwood, 1840
- Pseudotrionymus
- Rhizoecus
- Saccharicoccus
- Tomentocera
- Trionymus Berg, 1899
- Tympanococcus